# Ludwig Verlag
Der Ludwig Verlag ist ein deutscher Verlag mit Sitz in München. Er wurde 1977 von Wilhelm Ludwig in Pfaffenhofen gegründet und gehört seit 2004 zur Verlagsgruppe Random House (heute Penguin Random House Verlagsgruppe genannt).

## Geschichte
Der Verlag ist nach Wilhelm Ludwig benannt. Nach dem Zweiten Weltkrieg arbeitete Ludwig zunächst als Journalist für verschiedene Medien, unter anderem einen Vorläufer der Deutschen Presse-Agentur. 1949 zog er mit seiner Familie nach Pfaffenhofen in Oberbayern, um als Verleger tätig zu werden. Seine Schwiegermutter hatte eine Genehmigung zur Veröffentlichung einer Tageszeitung erhalten. Ludwig übernahm die Leitung des „Ilmgau-Boten“ und brachte später den „Ilmgau-Kurier“ heraus. In den 1970er Jahren kamen auch eine Druckerei und ein Buchverlag zum Unternehmen. Der W. Ludwig Verlag war zunächst auf Bavarica-Literatur spezialisiert, also Bücher mit bayerischem Bezug. Später wurde das Programm auf politische Literatur und Belletristik ausgedehnt.
Aus Altersgründen verkaufte Wilhelm Ludwig den W. Ludwig Verlag an den Wilhelm Heyne Verlag mit Sitz in München. Im Jahr 2001 wurde er von Amts wegen aus dem Handelsregister gelöscht, aber als Imprint unverändert fortgeführt. Mit der Übernahme der Buchverlage des Axel-Springer-Konzerns durch Bertelsmann im Jahr 2004 kam der Ludwig Verlag schließlich unter das Dach von Random House. Er ist heute ein selbstständiger Teil der Verlagsgruppe.

## Programm
Der Ludwig Verlag veröffentlicht „Bücher mit Haltung“ zu Themen aus Politik und Gesellschaft, Ökologie und Umweltschutz sowie anderen Bereichen. Zu seinen bekanntesten Autoren zählen Reinhold Messner, Maria von Welser und  Peter Wohlleben.